# Нуньес Сеговия, Эктор
Эктор Нуньес Сеговия (исп. Héctor Núñez Segovia; 15 апреля 1992, Вальпараисо, Чили) — чилийский и парагвайский футболист, нападающий.

## Биография
Племянник парагвайского футболиста и футбольного функционера Нельсона Сеговия. Воспитанник чилийского клуба «Сантьяго Уондерерс» из Вальпараисо. На детско-юношеском уровне неоднократно становился чемпионом Чили (2004, 2006) и победителем ряда других турниров, в одном из турниров забил 49 голов. Выступал за сборные Чили до 15, до 17 и до 19 лет. С 14-летнего возраста привлекался к тренировкам основного состава «Сантьяго Уондерерс», а в 17 лет дебютировал за клуб на взрослом уровне в кубковом матче — 13 августа 2009 года против «Магальянеса».
В 2010—2012 годах сыграл за «Сантьяго Уондерерс» 30 матчей и забил 5 голов в высшем дивизионе Чили, в большинстве матчей выходил на замены. В 2013 году играл на правах аренды за клуб высшего дивизиона «Унион Ла-Калера» под руководством бывшего сотрудника тренерского штаба «Сантьяго Уондерерс» Нестора Кравиотто, сыграл за клуб 9 матчей, во всех выходил на замены и голами не отличился. В первой половине 2014 года был в аренде в клубе второго дивизиона Чили «Депортес Консепсьон», по возвращении сыграл один кубковый матч за «Сантьяго Уондерерс». В этот период к игроку проявляли интерес испанская «Гранада» и датский «Люнгбю».
В начале 2015 года перешёл в клуб региональной лиги Австрии (третий дивизион) «Ваттенс», провёл в клубе полтора года. Победитель региональной лиги 2015/16. После возвращения в Южную Америку провёл полгода в клубе третьего дивизиона Чили «Сан-Антонио Унидо», который возглавлял бывший тренер «Сантьяго Уондерерс» Хорхе Гарсес. В 2017 году перешёл в клуб высшего дивизиона Гватемалы «Кобан Имперьяль». Затем играл за клуб третьего дивизиона Парагвая «Президент Хейс», где был капитаном.
В первой половине 2019 года выступал в чемпионате Эстонии за таллинский «Нымме Калью», провёл 6 матчей в лиге и забил один гол. Также стал обладателем Суперкубка Эстонии и финалистом Кубка страны (сыграл один матч в четвертьфинале). Во второй половине 2019 года играл в высшем дивизионе Парагвая за «Хенераль Диас», в двух матчах выходил на замены. С 2021 года снова играет за «Президент Хейс».

## Достижения
- Финалист Кубка Эстонии: 2018/19
- Обладатель Суперкубка Эстонии: 2019